# FC Maruyasu Okazaki
FC Maruyasu Okazaki (FCマルヤス岡崎 FC Maruyasu Okazaki?) es un club de fútbol de Japón ubicado en la ciudad de Okazaki, en la prefectura homónima. Fue fundado en 1968 como el equipo corporativo de Maruyasu Industries , actualmente juega en la JFL tras estar previamente en la Tokai Soccer League, la primera división de Tokai.
En 2014, el equipo jugó por primera vez en la Japan Football League.

## Palmarés
- Tokai Adult Soccer League 2da Division(1): 2004.
- Tokai Adult Soccer League 1a Division(1): 2013.